# Леонтия
Вижте пояснителната страница за други личности с името Леонтия.
Леонтия (на латински: Leontia) е византийска императрица, съпруга на император Фока през 602 – 610 г.

## Императрица
Леонтия е омъжена за Фока преди той да узурпира властта в империята през 602 г. След възкачването на Фока Леонтия получава титлата Августа на 27 ноември 602 г. Събитието е отпразнувано с процесия на императорската двойка из Константинопол и е белязано с побой между привърженици на Зелените и Сините дими партии. Сините оспорват легитимността на новия император и съпругата му, припомняйки че император Маврикий е все още жив. Реакцията на новия император се изразява в екзекуцията на Маврикий и синовете му, състояла се преди края на деня.
През октомври 610 г. Фока е детрониран и екзекутиран от Ираклий. Екзекутирани са и братята на бившия император. Няма точни сведения дали Леонтия е споделила съдбата на съпруга си и братята му.

## Деца
Леонтия и Фока имат една дъщеря:
- Доментция, омъжена за командира на имперската гвардия Приск.